# Freiherr-vom-Stein-Schule (Wetzlar)
Die Freiherr-vom-Stein-Schule in Wetzlar ist ein staatliches Gymnasium in der Trägerschaft des Lahn-Dill-Kreises.

## Geschichte

### Gründung als Volks- und Mittelschule
Die Freiherr-vom-Stein-Schule wurde 1958 gebaut, noch bevor die umliegende Bebauung für zahlreiche Vertriebene aus den ehemaligen deutschen Ostgebieten errichtet wurde (neue Wohnstadt). Die Schule war als Volksschule mit Mittelschulzweig (später Grund- und Realschule genannt) konzipiert und wurde zunächst von 284 Schülern besucht. Der Unterricht begann 1958 in acht Klassenräumen, aber man begann sogleich mit den Planungen zur Erweiterung der Schule. Der sehr rasche Ausbau war notwendig, weil die Schülerzahlen stark anstiegen. Die Zunahme ergab sich aus dem Wachstum der umliegenden Siedlung sowie durch den verstärkten Zuzug von Soldatenfamilien. Der Ausbau der Kasernen führte zudem dazu, dass die Spilburg-Schule geräumt werden musste und deren Mittelschüler an die Freiherr-vom-Stein-Schule umzogen. Aufgrund des neuen „Hessischen Schulverwaltungsgesetzes“ erfolgte 1961 die Umbenennung in „Volks- und Realschule“.

### Erweiterung als Gesamtschule
Zum Schuljahr 1969/70 wurde die Freiherr-vom-Stein-Schule in eine von insgesamt zwölf Gesamtschulen im Altkreis Wetzlar umgewandelt. Die bestehenden Grundschulklassen liefen aus, eine Förderstufe wurde eingerichtet und in den Jahrgangsstufen 5 bis 10 saßen nunmehr rund 800 Schüler. Im Februar 1972 erfolgte sodann der nächste Bauabschnitt, der vor allem den naturwissenschaftlichen Trakt und die Kunsträume umfasste. Um den großen Raumbedarf zu decken, mussten aber noch bis 1977 Holzbaracken als Klassenräume dienen. Angesichts erheblicher Proteste kam die nächste Erweiterung 1977, die allerdings – entgegen früherer Planungen – nur zehn zusätzliche Klassenräume umfasste. Durch den „Pillenknick“ und die damit verbundenen demographischen Auswirkungen war absehbar, dass die Schülerzahlen künftig nicht mehr steigen würden. Im Jahr 2008 wurden dann die seit sehr langer Zeit dringend benötigte große Sporthalle und eine Mensa gebaut.

### Neuaufstellung als Gymnasium
Im Zusammenhang mit dem Bauvorhaben an einer Nachbarschule entschied sich der Schulträger zur Finanzierung für ein PPP-Projekt (Public-Private-Partnership), das auch eine Komplettsanierung der Freiherr-vom-Stein-Schule umfasste. Nach Abschluss der Sanierungsmaßnahmen mietete der Lahn-Dill-Kreis das Gesamtprojekt zurück. Der Vertrag hat eine Laufzeit von 25 Jahre, danach ist der Kreis Besitzer des Objekts.
Auf Wunsch vieler Eltern entschied sich der Lahn-Dill-Kreis dafür, in der damals noch flächendeckenden Gesamtschullandschaft die Freiherr-vom-Stein-Schule in ein Gymnasium bis Jgst. 10 umzuwandeln. Sie gehört nunmehr seit dem Schuljahr 2002/03 zu den wenigen Mittelstufengymnasien in Hessen. Die Struktur der Schule hat sich seitdem deutlich verändert. Während die Schülerschaft bislang aus dem näheren Umfeld kam, entsenden jetzt die Eltern von mehr als 25 Grundschulen ihre Kinder an die Freiherr-vom-Stein-Schule, so dass sich das Einzugsgebiet nun auf den ganzen südlichen Lahn-Dill-Kreises erstreckt. Die Freiherr-vom-Stein-Schule besitzt zwar keine eigene Oberstufe, nimmt aber als das einzige grundständige Gymnasium in der Region eine besondere Stellung ein.

## Schulprofil
Die Freiherr-vom-Stein-Schule ist ein Gymnasium mit Schwerpunkt Musik. Zu diesem Schwerpunkt zählen verschiedene Bläser- und Gesangsgruppen sowie das alljährliche Schulkonzert, das einen Höhepunkt im Schulleben darstellt.
Weitere schulische Schwerpunkte sind im naturwissenschaftlichen Bereich sowie im bilingualen und sportlichen Angebot vorhanden. Die Freiherr-vom-Stein-Schule bildet als Mittelstufengymnasium mit der Goetheschule Wetzlar als Oberstufengymnasium einen Schulverbund. Etwa 85 % der Schülerschaft wechselt nach der gymnasialen Mittelstufe auf die Goetheschule.
Als Schule mit pädagogischer Nachmittagsbetreuung bietet die Schule eine Vielzahl von Angeboten, in denen sich die schulischen Schwerpunkte niederschlagen. Die Schule pflegt in diesem Rahmen zudem eine Reihe von Kooperationen mit Unternehmen und Vereinen in der Region.

## Persönlichkeiten

### Schulleiter
- 1958      Kurt Stang
- 1959      Walter Schaub
- 1970      Kurt Stang
- 1977      Hans-Joachim Seegert
- 1979      Wilfried Paeschke
- 2006      Klaus Berghäuser
- 2018      Marcus Schnöbel

### Bekannte Lehrer und Schüler
- Wolfram Dette (* 1951), Oberbürgermeister in Wetzlar, FDP
- Thorsten Dinkel, Fußballspieler
- Walter Don, Handball-Nationalspieler
- Katie Freudenschuss, Kabarettistin
- Hans-Jürgen Irmer (* 1952), Mitglied des Bundestages, CDU
- Anja Kaesmacher (Börner) (* 1974), Opern- und Konzertsängerin
- Olga Krivosheeva (* 1961), Europameisterin 1985, Olympiasiegerin 1988, Deutsche Meisterin 1996, Volleyball
- Nia Künzer (* 1980), Fußball Nationalspielerin, Weltmeisterin 2003
- Gino Riccitelli, Fußballspieler, Musiker
- Janik Riegert, Songwriter und Musikproduzenten Quarterhead
- Franziska Stamer, Deutsche Meisterschaft Junioren, 3. Platz 2018, Ruderin
- Katharina Stamer, Weltmeisterschaft Junioren, 2. Platz 2017, Ruderin
- Frank Steinraths (* 1973), Mitglied des Hessischen Landtags, CDU
- Dominik Stroh-Engel (* 1985), Fußballspieler
- Josh Tapen, Songwriter und Musikproduzenten Quarterhead
- Gerhard Schilling (* 20. Juli 1961 in Wetzlar), Hörfunkmoderator, Musikchef des 4. Hörfunkprogramms des Hessischen Rundfunks, Komponist, Musikwissenschaftler und Germanist